# Morti nel 929
| Questa pagina contiene informazioni ricavate automaticamente dalle voci biografiche con l'ausilio del template Bio e di un bot. L'aggiornamento è periodico e automatico e ricostruisce completamente la pagina. Se manca una persona in questa lista, sei pregato di non aggiungerla, ma accertati piuttosto che la sua voce biografica contenga il template Bio e che i dati anagrafici siano correttamente compilati. Se il template Bio manca, inseriscilo tu stesso o, in alternativa, metti l'avviso {{tmp\|Bio}} che ne segnala la mancanza. Se i dati riportati sono sbagliati, correggi direttamente la voce biografica; le modifiche saranno visibili in questa lista entro pochi giorni. Per chiarimenti vedi il progetto biografie. La lista contiene solo le 9 persone che sono citate nell'enciclopedia e per le quali è stato implementato correttamente il template Bio. Pagina aggiornata al 2 lug 2025. |

- 7 giugno - Elfrida del Wessex, nobile inglese
- 7 ottobre - Carlo III di Francia, sovrano (n. 879)
- Adalberto I d'Ivrea, nobile franco
- Guido di Toscana, nobile franco
- Ratoldo di Lotaringia, nobile francese (n. 889)
- Lotario II di Stade, nobile tedesco (n. 874)
- Lotario I di Walbeck, nobile tedesco (n. 902)
- Muḥammad ibn Jābir al-Ḥarrānī al-Battānī, matematico, astronomo e astrologo arabo
- Sancho Ordóñez, re (n. 895)